# Olhamra
Olhamra är en herrgård i Vallentuna socken och kommun.
Gården förekommer i dokument i början av 1300-talet och var under senmedeltiden en lågfrälse sätesgård. Under 1600-talet tillhörde gården släkten Klingspor, under 1700-talet och början av 1800-talet Grundelstierna.